# Philophylla sandrangato
Philophylla sandrangato
 es una especie de insecto del género Philophylla de la familia Tephritidae del orden Diptera. 
Albany Hancock la describió científicamente por primera vez en el año 1985.